# Naturschutzgebiet Moosfelder Ohl

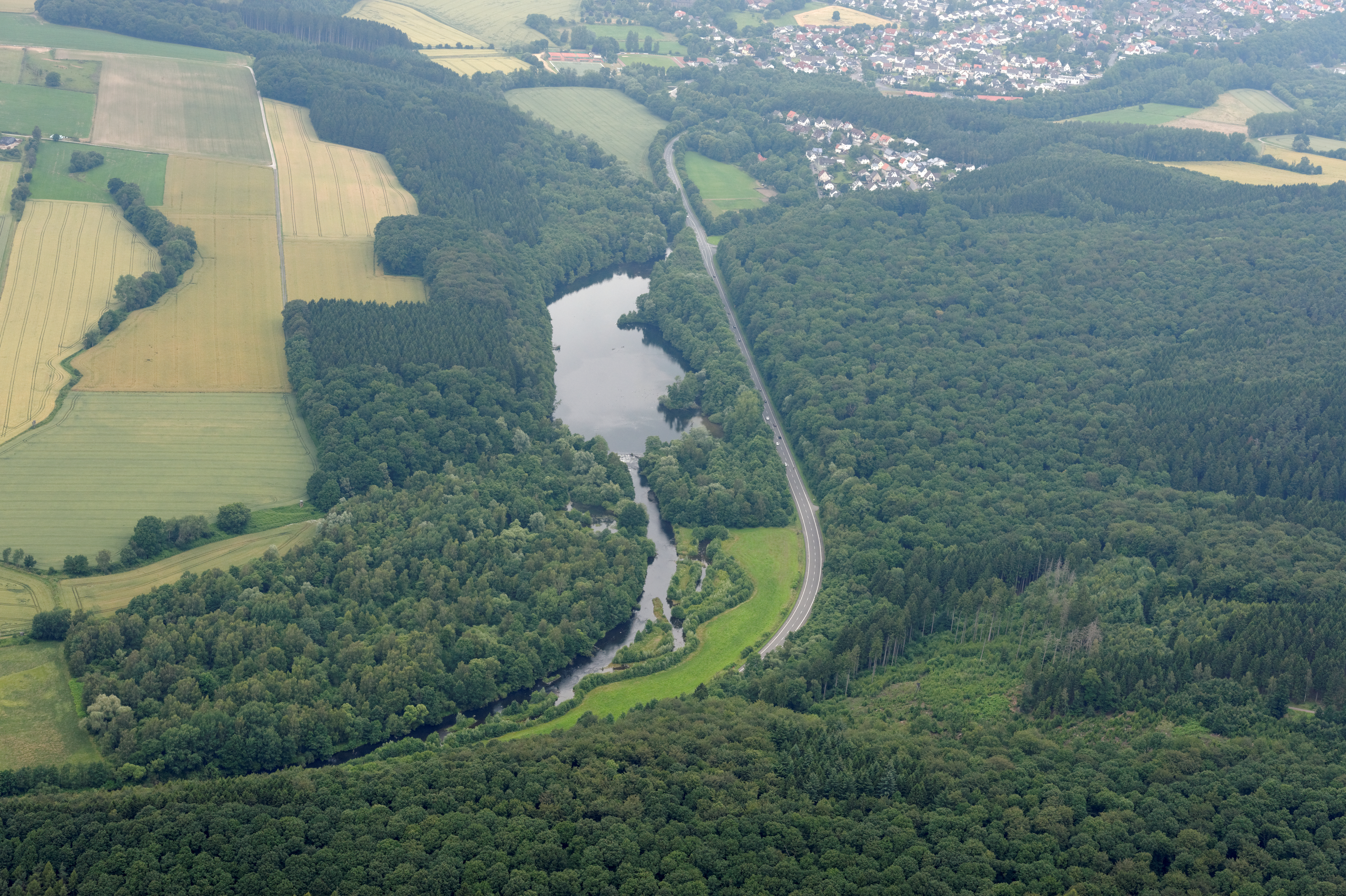
Naturschutzgebiet Moosfelder Ohl und Naturschutzgebiet Enser See

Das Naturschutzgebiet Moosfelder Ohl mit einer Größe von 17,2 ha liegt nördlich von Moosfelde im Stadtgebiet von Arnsberg im Hochsauerlandkreis. Es wurde 1998 mit dem Landschaftsplan Arnsberg durch den Kreistag des Hochsauerlandkreises als Naturschutzgebiet (NSG) mit einer Flächengröße 17,4 ha ausgewiesen. Bei der Neuaufstellung des Landschaftsplanes Arnsberg durch den Kreistag 2021 wurde das NSG mit verändertem Namen erneut ausgewiesen und minimal verkleinert. Nördlich und südwestlich schließen sich direkt zwei Teilflächen vom Naturschutzgebiet Enser See im Gemeindegebiet von Ense im Kreis Soest an.

## Gebietsbeschreibung
Im NSG handelt es sich um die Flussaue der Möhne mit Grünlandbrache, Bäumen und Gebüschen. Westlich der Möhne liegt ein frisch-feuchter Pionierwald mit Birken-, Weiden- und Erlenwälder. Auf der topographisch unruhigen Fläche liegen feuchte Mulden neben trockeneren und wechseltrockenen Bereichen. Die Strauchschicht, insbesondere die des Birkenwaldes, ist artenreich und örtlich sehr dicht. Im nördlichen Teil des Waldes befindet sich ein charakteristisch ausgeprägtes Großseggenried. Weiter nördlich schließt sich ein Weidengebüsch an, das in eine Feuchtbrache übergeht. Hier findet sich ein Kleingewässer das Großteils im Kreis Soest liegt. 
Als zusätzliche Entwicklungsmaßnahme führt der Landschaftsplan auf, für Offenlandfläche zwischen Flusslauf und Straße in eine extensive Grünlandnutzung im Rahmen des Kulturlandschaftspflegeprogrammes anzustreben. Alternativ soll die Fläche zur Erhaltung des Offenlandcharakters sektoral im Turnus von 3 Jahren, jedoch nicht vor dem 1. August, zu mähen, und das Mähgut ist abzufahren.

## Pflanzenarten im NSG
Vom Landesamt für Natur, Umwelt und Verbraucherschutz Nordrhein-Westfalen dokumentierte Pflanzenarten, ohne Gehölze, im Gebiet: Ästiger Igelkolben, Behaarte Segge, Bittersüßer Nachtschatten, Echter Beinwell, Echter Wurmfarn, Echtes Mädesüß, Flatter-Binse, Frauenfarn, Geflecktes Johanniskraut,  Gelbe Schwertlilie, Gewöhnliche Goldnessel, Gewöhnliche Pestwurz, Gewöhnlicher Blutweiderich, Gewöhnlicher Gilbweiderich, Gewöhnlicher Klettenkerbel, Gewöhnliches Ferkelkraut, Gundermann, Haarblättriges Laichkraut, Hain-Gilbweiderich, Kanadische Wasserpest, Kleine Wasserlinse, Kohldistel, Kriechender Hahnenfuß, Krauses Laichkraut, Rainfarn, Raues Hornblatt, Rote Lichtnelke, Scheinzypergras-Segge, Ufer-Wolfstrapp, Wald-Engelwurz, Wald-Ziest, Wiesen-Bärenklau, Wilde Karde und Zottiges Weidenröschen.

## Spezielle Schutzzwecke für das NSG
Laut Landschaftsplan erfolgte die Ausweisung zum:
- „Schutz und Erhaltung eines naturnahen Flussabschnittes und seiner Aue mit charakteristischen Lebensgemeinschaften;“
- „Schutz und Erhaltung von Kleingewässern, feuchten Birken, Erlen- und Weidenmischwäldern und Großseggenriedern;“
- „Entwicklung von Extensiv-Grünland.“[2]